# Giovanni Fagnano
Giovanni Francesco Fagnano dei Toschi (* 31. Januar 1715 in Senigallia, Kirchenstaat; † 14. Mai 1797 ebenda) war ein italienischer Mathematiker und Geistlicher.

## Leben
Fagnano war der Sohn des Mathematikers Giulio Carlo Fagnano dei Toschi und das Einzige seiner Kinder, das Interesse an der Mathematik zeigte. In der Geometrie bewies er, dass die Höhen eines Dreiecks die Winkelhalbierenden des zugehörigen Höhenfußpunktdreiecks sind und veröffentlichte 1775 das später nach ihm benannte Fagnano-Problem. In der Analysis bestimmte er {\displaystyle -\ln(\cos(x))} und {\displaystyle \ln(\sin(x))} als Stammfunktionen von {\displaystyle \tan(x)} und {\displaystyle \cot(x)}. Außerdem untersuchte er, wie sich die Stammfunktionen von {\displaystyle x^{n}\sin(x)} und {\displaystyle x^{n}\cos(x)} mit Hilfe von partieller Integration bestimmen lassen.
1772 wurde er als auswärtiges Mitglied in die Preußische Akademie der Wissenschaften aufgenommen.